# ARST (Unternehmen)
ARST S.p.A, bis 2008 Azienda Regionale Sarda Trasporti, Eigenschreibweise arst, ist das wichtigste öffentliche Verkehrsunternehmen auf Sardinien. Die ARST wurde von der Autonomen Region Sardinien durch das Regionalgesetz Nr. 3 vom 9. Juni 1970 in Cagliari gegründet. Sie untersteht der sardischen Regionalregierung.
Im Jahr 2008 wurden die Ferrovie della Sardegna in die ARST eingegliedert. Seit dieser Zeit führt die Gesellschaft fast den kompletten Busverkehr sowie den Verkehr auf allen schmalspurigen Bahnstrecken Sardiniens einschließlich der Stadtbahn Cagliari und der Stadtbahn Sassari durch. Lediglich die normalspurigen Bahnstrecken werden von Zügen der Ferrovie dello Stato Italiane befahren.
Das Unternehmen betrieb im Jahr 2024:
- Überlandbuslinien auf einer Streckenlänge von 15.000 Kilometern mit einer Fahrleistung von 36,2 Millionen Kilometern
- Städtische Buslinien mit 350 Kilometern Länge und 2,16 Millionen Kilometern Fahrleistung
- Schmalspurbahnen auf einer Streckenlänge von 168,9 Kilometern mit einer Fahrleistung von 1,0 Millionen Kilometern
- Stadtbahnen mit 16,6 Kilometern Länge und 570.000 Kilometern Fahrleistung
- Touristischer Bahnverkehr Trenino Verde auf einer Streckenlänge von 438,7 Kilometern

Die Fahrzeugflotte umfasst 810 Autobusse, 54 Züge und 14 Stadtbahnwagen, mit denen insgesamt 22,15 Millionen Passagiere befördert wurden, das sind im Mittel 63.000 pro Tag.